# جدایی وین

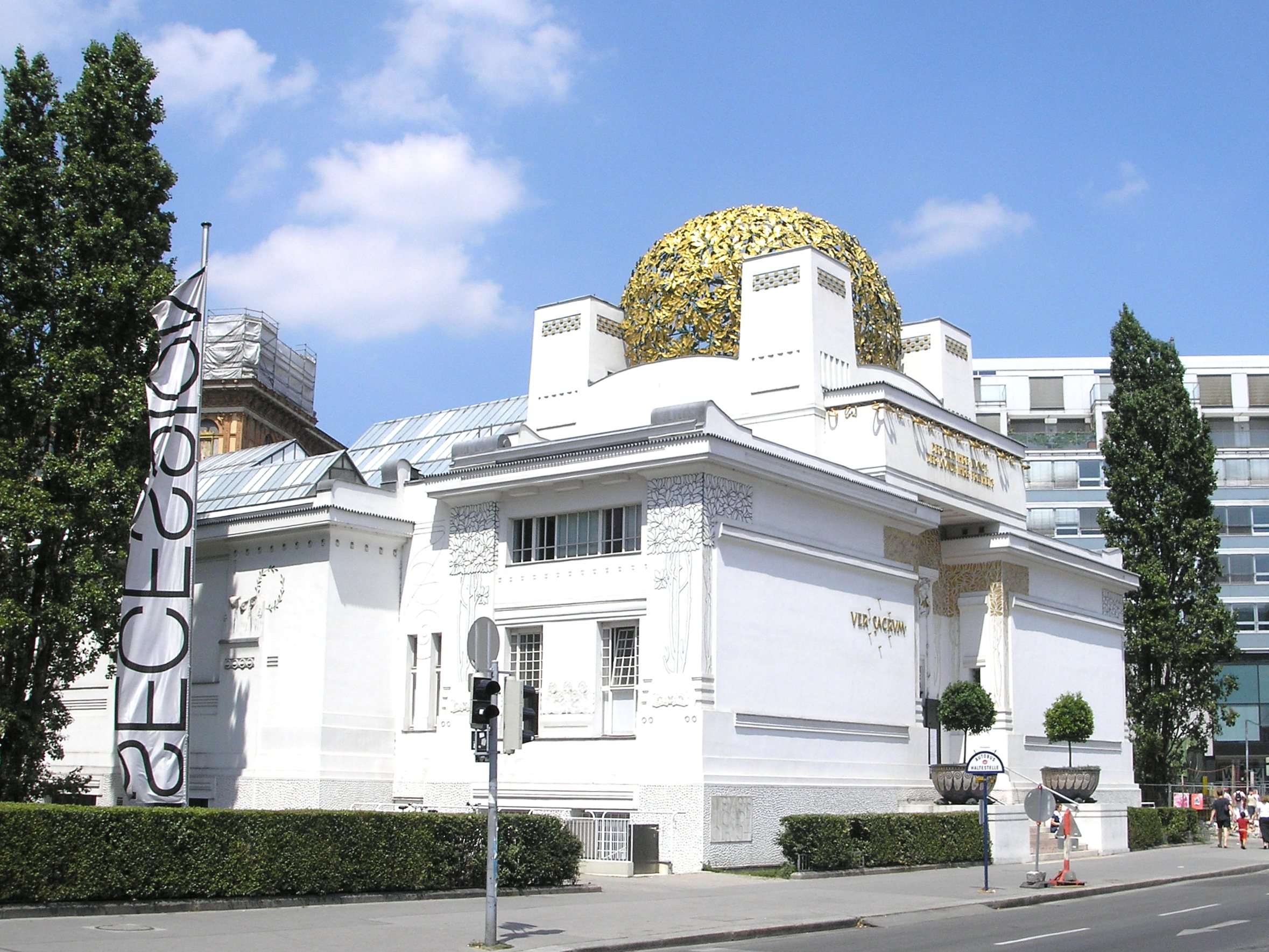
نمایی از ساختمان جدایی وین، که در سال ۱۸۹۷ توسط یوزف ماریا البریش برای نمایشگاه آثار گروه جدایی ساخته شد

جدایی وین (آلمانی: Wiener Secession) عنوان مکتبی هنری است که با نام‌های دیگر از جمله، جدایی اتحادیهٔ هنرمندان اتریشی هم شناخته می‌شود. این مکتب در سال ۱۸۹۷ توسط گروهی از هنرمندان اتریشی ایجاد گردید که از انجمن هنرمندان اتریشی استعفا داده بودند. این مکتب در وین شکل گرفت و پس از تکمیل، تعدادی از نقاشان، مجسمه سازان و هنرمندان اتریشی به این مکتب پیوستند و آن را امضا کردند. از جمله مشهورترین افراد پیوسته به این مکتب می‌توان از نقاش مشهور گوستاو کلیمت نقاش نماد گرای اتریشی و رودلوف فن آلْت نام برد. اولین رئیس این مجمع جدایی گوستاو کلیمت بود و رودلف فن آلْت به عنوان رئیس افتخاری برگزیده شد. مجله‌ای به نام این انجمن و مکتب هنری چاپ شد که با نام منقضی شدهٔ نسخهٔ ساکروم مشهور می‌باشد.

## تاریخچه
جدایی وین در تاریخ سوم آوریل سال ۱۸۹۷ تشکیل گردید. این مکتب توسط هنرمندان مشهوری از جمله، گوستاو کلیمت، کلمن موزر، یوزف هافمن، یوزف ماریا البریش، مکس کورزویل، ویلهم برناتزیک و دیگران به رسمیت شناخته شد. اتو واگنر نیز به‌طور گسترده و برای سال‌های مدید به عنوان عضوی از جدایی وین شناخته می‌شود اما او هیچ وقت عضوی قطعی از مؤسسه نشد. هنرمندان جدایی طلب وین به محافظه کاری غالب در زمینهٔ اطلاعات نوین و ارتباطات وین با جهت‌گیری سنتی به سوی تاریخ گرایی مخالف بودند. جنبش جدایی برلین و مونیخ نیز قبل از جنبش جدایی وین تشکیل شده بود که اولین نمایشگاه آن در سال ۱۸۹۸ برگزار گردید.

## واژگان
1. ↑  Gustav Klimt
2. ↑  Symbolism (arts)